# Beoning
Beoning (버닝; Engelse titel: Burning) is een Zuid-Koreaanse film uit 2018, geregisseerd door Lee Chang-dong en gebaseerd op het korte verhaal "Naya o yaku". Haruki Murakami publiceerde "Naya o yaku" in 1983 onder de titel "Barn Burning" ( "Schuurtjes in brand steken") in The New Yorker. Het verhaal werd later gepubliceerd in Murakami's bundel De olifant verdwijnt (1993). Lee weeft om het korte verhaal zijn eigen "ongekend rijke vertelling" heen.

## Verhaal
Jong-soo werkt als parttime-koerier in Seoel, maar droomt van een schrijverscarrière. Op een dag wordt hij op straat aangesproken door een oud klasgenootje, de leuke en opgewekte Hae-mi. Ze staat op het punt om naar Afrika te reizen en vraagt hem of hij in de tussentijd op haar kat wil passen. Jong-soo betwijfelt of het beestje wel echt bestaat, maar valt als een blok voor Hae-mi en stemt graag toe. 
De teleurstelling volgt al snel. Hae-mi keert terug met de charmante, mysterieuze Ben die ze in Nairobi heeft opgepikt. Tussen de drie ontwikkelt zich een ongemakkelijke driehoeksverhouding die erger wordt door Bens merkwaardige 'hobby'. Dan verdwijnt Hae-mi spoorloos.

## Rolverdeling
| Acteur         | Personage |
| -------------- | --------- |
| Yoo Ah-in      | Jong-soo  |
| Steven Yeun    | Ben       |
| Jeong Jong-seo | Hae-mi    |

## Productie
De film maakt deel uit van een internationaal project betreffende verfilming van de werken van Haruki Murakami. Oorspronkelijk moesten de filmopnamen starten in november 2016 maar deze werden uitgesteld wegens onenigheid tussen de auteur en de productiemaatschappij NHK die de filmrechten van veel van Murakami’s werken in bezit heeft.
In september 2017 werd eerst Yoo Ah-in bevestigd voor de hoofdrol, later ook Jeon Jong-seo als zijn tegenspeelster en ten slotte Steven Yeun in de rol van Ben.
De filmopnamen gingen van start op 11 september 2017 en eindigden op 30 januari 2018 in Paju.

### Release
Beoning ging op 16 mei 2018 in première in de competitie van het filmfestival van Cannes.